# مسجد الجمعة (نخجوان)
مسجد الجمعة في نخجوان (بالأذرية: Naxçıvan Cümə Məscdi)، بالإنجليزية: Juma Mosque of Nakhchivan أو Friday Mosque of Nakhchivan، بالروسية: Джума-мечеть (Нахичевань)): هو أحد المباني الضخمة للمجمع المعماري الأتابكي في نخجوان، أذربيجان. تم توثيق هذا النصب المعماري الذي تم هدمه في القرن العشرين في صور فوتوغرافية من القرن التاسع عشر.
كما هو الحال في مساجد مرند وأرومية، كان هناك قوسان مدببان في جدران مسجد الجمعة في نخجوان، رغم أن الجدار الجنوبي لآخره المكعب كان مغطى بقبة. هذا يدل على أن نوعًا محليًا جديدًا من المساجد تم إنشاؤه وتطويره في وسط أذربيجان في القرن الثاني عشر.